# Microcoleus brunneus
Microcoleus brunneus là một loài bọ cánh cứng trong họ Elateridae. Loài này được Hong miêu tả khoa học năm 1982.